# Goalball-Bundesliga
Die Goalball-Bundesliga ist die höchste deutsche Spielklasse im Goalball. Organisiert wird sie vom Deutschen Behindertensportverband (DBS), dem in Deutschland für die Sportart Goalball zuständigen Sportverband. In der Goalball-Bundesliga wird im Round-Robin-System, bei dem jede Mannschaft gegen jede andere Mannschaft einmal spielt, der deutsche Goalballmeister ermittelt. Die Bundesliga wurde erstmals im Jahr 2013 ausgetragen, eine reine Frauenmeisterschaft erstmals im Jahr 2021.

## Spielzeiten
| Saison | Meister                           | Zweiter                               | Torschützenkönig (Tore)               |
| 2013   | SSG Blindenstudienanstalt Marburg | SSV Blindenschule Königs Wusterhausen | Michael Feistle (30)                  |
| 2014   | SSG Blindenstudienanstalt Marburg | SSV Blindenschule Königs Wusterhausen | Reno Tiede (49)                       |
| 2015   | SSG Blindenstudienanstalt Marburg | BFV Ascota Chemnitz                   | Marcel Lehmann (45)                   |
| 2016   | BFV Ascota Chemnitz               | SSG Blindenstudienanstalt Marburg     | Michael Feistle (45)                  |
| 2017   | BFV Ascota Chemnitz               | BVSV Nürnberg                         | Thomas Steiger und Reno Tiede (je 53) |
| 2018   | SSG Blindenstudienanstalt Marburg | BFV Ascota Chemnitz                   |                                       |
| 2019   | Chemnitzer BC                     | Rostocker GC Hansa                    | ?                                     |
| 2020   | –                                 | –                                     | –                                     |
| 2021   | Rostocker GC Hansa                | Chemnitzer BC                         | Felix Rogge (58)                      |
| 2022   | Chemnitzer BC                     | Rostocker GC Hansa                    |                                       |
| 2023   | Rostocker GC Hansa                | Chemnitzer BC                         |                                       |
| 2024   | Chemnitzer BC                     | Rostocker GC Hansa                    |                                       |
| 2025   |                                   |                                       |                                       |

| Saison | Meister            | Zweiter                           | Torschützenkönig (Tore) |
| 2024   | Rostocker GC Hansa | SSG Blindenstudienanstalt Marburg | ?                       |

## Bisherige Teilnehmer
Bisher spielten insgesamt zwölf Mannschaften von zehn verschiedenen Vereinen in der Goalball-Bundesliga. Mannschaften, die in der aktuellen Saison spielen, sind fettgedruckt.
| Stadt               | Mannschaft                            |
| Chemnitz            | BFV Ascota Chemnitz                   |
| Chemnitz            | BFV Ascota Chemnitz II                |
| Dortmund            | ISC Viktoria Kirchderne               |
| Dresden             | SGV Dresden                           |
| Hamburg             | FC St. Pauli                          |
| Königs Wusterhausen | SSV Blindenschule Königs Wusterhausen |
| Leipzig             | LE Sport Leipzig                      |
| Marburg             | SSG Blindenstudienanstalt Marburg     |
| Marburg             | SSG Blindenstudienanstalt Marburg II  |
| Neukloster          | VfL Blau-Weiß Neukloster              |
| Nürnberg            | BVSV Nürnberg                         |
| Rostock             | Rostocker GC Hansa                    |

## Rekorde

### Mannschaften
Die meisten Spielzeiten insgesamtSSG Blindenstudienanstalt Marburg (6; seit 2013), BFV Ascota Chemnitz (6; seit 2013) und SSV Blindenschule Königs Wusterhausen (6; seit 2013)
Die meisten Spielzeiten ununterbrochenSSG Blindenstudienanstalt Marburg (6; seit 2013), BFV Ascota Chemnitz (6; seit 2013) und SSV Blindenschule Königs Wusterhausen (6; seit 2013)
Die höchste Punktzahl in einer SpielzeitSSG Blindenstudienanstalt Marburg (21; 2018)
Die niedrigste Punktzahl in einer SpielzeitFC St. Pauli (0; 2013 und 2018), ISC Viktoria Kirchderne (0; 2014 und 2016) und SSG Blindenstudienanstalt Marburg II (0; 2017)
Die meisten Siege in einer SpielzeitSSG Blindenstudienanstalt Marburg (7; 2018)
Die wenigsten Siege in einer SpielzeitFC St. Pauli (0; 2013 und 2018), ISC Viktoria Kirchderne (0; 2014 und 2016) und SSG Blindenstudienanstalt Marburg II (0; 2017)
Die meisten Niederlagen in einer SpielzeitISC Viktoria Kirchderne (7; 2014 und 2016), SSG Blindenstudienanstalt Marburg II (7; 2017) und FC St. Pauli (7; 2018)
Die wenigsten Niederlagen in einer SpielzeitSSG Blindenstudienanstalt Marburg (0; 2013, 2014, 2015 und 2018)
Die beste Tordifferenz in einer SpielzeitBFV Ascota Chemnitz (+56; 2017)
Die schlechteste Tordifferenz in einer SpielzeitISC Viktoria Kirchderne (−70; 2016)
Die meisten Tore in einer SpielzeitSSG Blindenstudienanstalt Marburg (87; 2016 und 2018)
Die wenigsten Tore in einer SpielzeitISC Viktoria Kirchderne (9; 2014)
Die meisten Gegentore in einer SpielzeitBFV Ascota Chemnitz II (106; 2015)
Die wenigsten Gegentore in einer SpielzeitSSG Blindenstudienanstalt Marburg (19; 2013)

### Spiele
Die torreichste BegegnungISC Viktoria Kirchderne vs. BVSV Nürnberg 14:23 (37; 2015)
Die torärmste BegegnungBVSV Nürnberg vs. SSG Blindenstudienanstalt Marburg 2:2 (4; 2014) und SSG Blindenstudienanstalt Marburg vs. SSV Blindenschule Königs Wusterhausen 2:2 (4; 2015)

### Spieler
Am häufigsten TorschützenkönigMichael Feistle (2-mal; 2013 und 2016) und Reno Tiede (2-mal; 2014 und 2017)
Die meisten Tore in einer SpielzeitThomas Steiger (53; 2017) und Reno Tiede (53; 2017)